# Lord Acton
John Emerich Edward Dalberg-Acton, 1er Baron de Acton, 13er Marqués de Groppoli (10 de enero de 1834 - 19 de junio de 1902), más conocido como Lord Acton, fue un historiador, político y escritor inglés de religión católica. Era el único hijo de  Sir Ferdinand Dalberg-Acton, séptimo baronet, nieto del almirante napolitano y primer ministro Sir John Acton, sexto baronet. Entre 1837 y 1869 fue conocido como Sir John Dalberg-Acton, octavo baronet.
Quizás sea más conocido por la observación, «El poder tiende a corromper y el poder absoluto corrompe absolutamente. Los grandes hombres son casi siempre hombres malos...», que hizo en una carta a un obispo anglicano.

## Primeros años
El abuelo de John Acton sucedió a la baronetcy y las propiedades familiares en Shropshire en 1791. Las propiedades habían estado previamente en manos de otra rama inglesa de la familia Acton. El abuelo de John Acton era miembro de una línea más joven de la familia que se había trasladado a Francia y, posteriormente, a Italia, pero, después de la extinción de la rama mayor, se convirtió en el patriarca de la familia.
El hijo mayor de su abuelo, Richard, que era su padre, se casó con Marie Louise Pelline, la única hija y heredera de Emmerich Joseph, 1.ᵉʳ duque de Dalberg, que era un noble francés naturalizado de antiguo linaje alemán que había entrado en Francia bajo  Napoleón y representó a  Luis XVIII en el Congreso de Viena en 1814. Después de la muerte de Sir Richard Acton en 1837, se convirtió en la esposa del  2.º Conde Granville (1840). Marie Louise Pelline de Dalberg era heredera de  Herrnsheim en Alemania. Se convirtió en la madre de John Dalberg-Acton, quien nació en Nápoles.
Fue criado como católico, y fue educado en Oscott College, bajo el futuro Cardenal Nicholas Wiseman, hasta 1848. Luego estudió en privado en Edimburgo. Se le negó la entrada a la Universidad de Cambridge porque era católico, y posteriormente fue a Múnich donde estudió en la Universidad Ludwig Maximilians de Múnich y residió en la casa de Johann Joseph Ignaz von Döllinger, el teólogo y precursor de la Iglesia católica antigua, con quien se hizo amigo de toda la vida. Döllinger le inspiró un profundo amor por la investigación histórica y una profunda concepción de sus funciones como instrumento crítico en el estudio de la libertad sociopolítica.
Era un maestro de las principales lenguas extranjeras y desde muy joven empezó a coleccionar una magnífica biblioteca histórica, que pretendía utilizar para componer una "Historia de la libertad". En política, siempre fue un apasionado Liberal.

## Carrera profesional

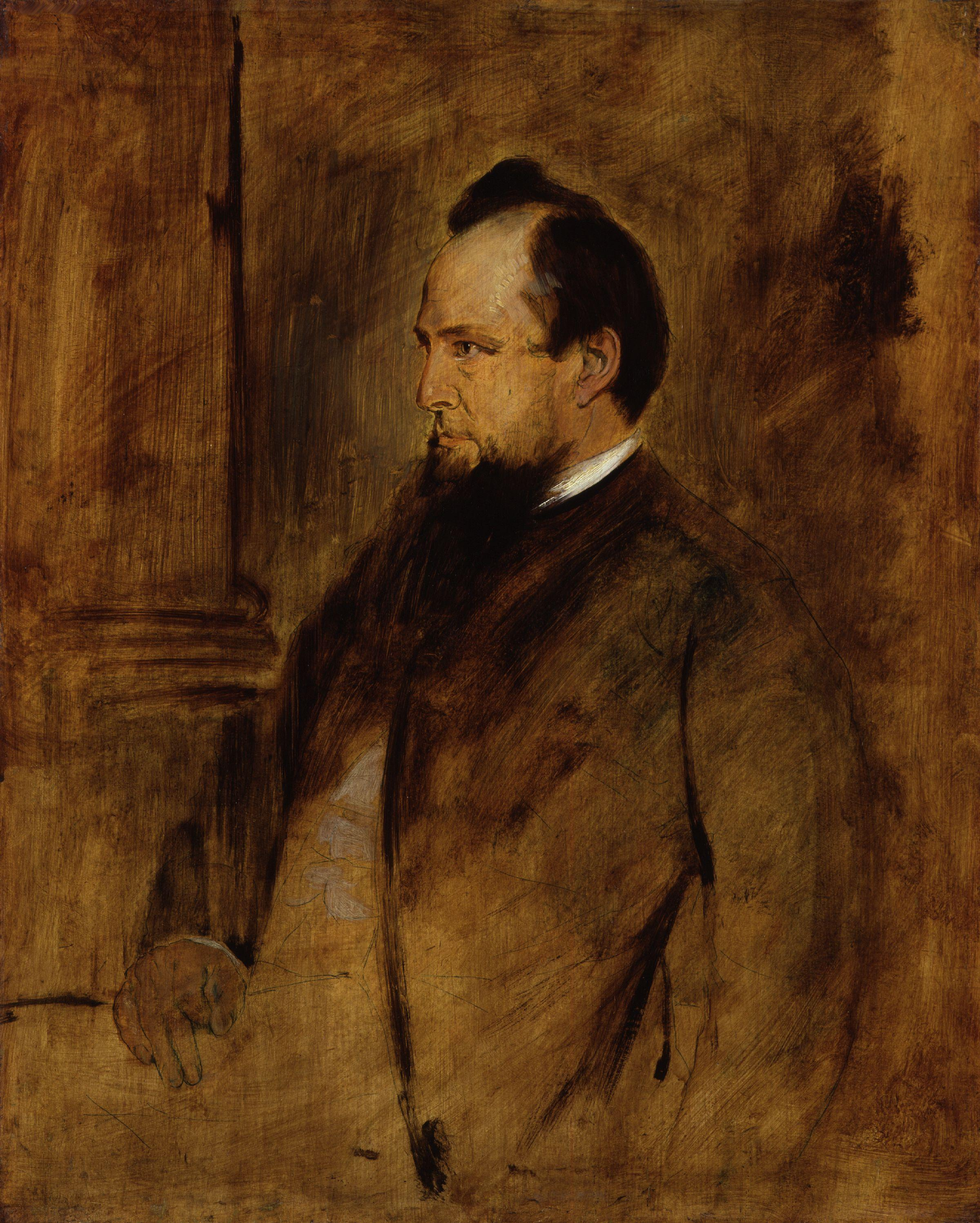
Retrato de John Acton por Franz Seraph von Lenbach, alrededor de 1879.

A través de extensos viajes, Acton pasó mucho tiempo en los principales centros intelectuales leyendo la correspondencia real de personalidades históricas. Entre sus amigos estaban  Montalembert,  Tocqueville, Fustel de Coulanges, Bluntschli,  von Sybel y  Ranke. En 1855, fue nombrado Teniente adjunto de Shropshire. Un año más tarde, fue adjunto a la misión de Granville Leveson-Gower, 2.º Conde de Granville en Moscú como representante británico en la coronación de Alejandro II de Rusia.

### Política
En 1859, Acton se estableció en Inglaterra, en su casa de campo,  Aldenham, en Shropshire. Fue devuelto a la Cámara de los Comunes ese mismo año como miembro del municipio de Carlow y se convirtió en un devoto admirador y adherente del primer ministro, William Ewart Gladstone. Sin embargo, Acton no era un diputado activo, y su carrera parlamentaria llegó a su fin después de las elecciones generales de 1865, cuando encabezó la votación liberal para Bridgnorth cerca de su casa en Shropshire. Acton derrotó al líder conservador Henry Whitmore, quien exitosamente solicitó un escrutinio de las boletas, y así retuvo su propio escaño y Acton perdió su nuevo escaño. Después de la Reform Act 1867, Acton volvió a impugnar Bridgnorth, esta vez reducido a un solo escaño, en las elecciones de 1868, pero fue en vano.
Acton tomó un gran interés en los Estados Unidos, considerando su estructura de República Federal el perfecto garante de las libertades individuales. Durante la guerra civil estadounidense, sus simpatías estaban totalmente con los Estados Confederados, por su defensa de los Derechos de los Estados contra un gobierno centralizado que él creía que inevitablemente se volvería tiránico. Sus notas a Gladstone sobre el tema ayudaron a convencer a muchos en el gobierno británico a simpatizar con los Estados Confederados de América (Sur). Después de la rendición del Sur, le escribió a Robert E. Lee que "lamento la estaca que se perdió en Richmond más profundamente de lo que me regocijo por lo que se salvó en Waterloo", y agregó que "considero que usted estaba librando batallas por nuestra libertad, nuestro progreso y nuestra civilización". La postura de Acton sobre la Confederación fue compartida por la mayoría de los católicos ingleses en ese momento, tanto liberales como ultramontanos. Los editores de Ultramontane  Tablet  denunciaron a Abraham Lincoln como un radical peligroso, y John Henry Newman, cuando se le preguntó su opinión sobre el asunto, declaró que la esclavitud no era "intrínsecamente mala" y que la cuestión tenía que evaluarse caso por caso.
En 1869 la reina Victoria elevó a Acton a la nobleza como "Barón Acton, de Aldenham, en el condado de Shropshire". Su elevación se produjo principalmente por intercesión de Gladstone. Los dos eran amigos íntimos y corresponsales frecuentes. Matthew Arnold dijo que "Gladstone influye a su alrededor excepto en Acton; es Acton quien influye en Gladstone". Acton fue nombrado miembro de la Real Orden Victoriana como Caballero Comandante (KCVO) en los Honores de cumpleaños de 1897. También fue un firme partidario del Gobierno autónomo irlandés.

### Religión y escrituras

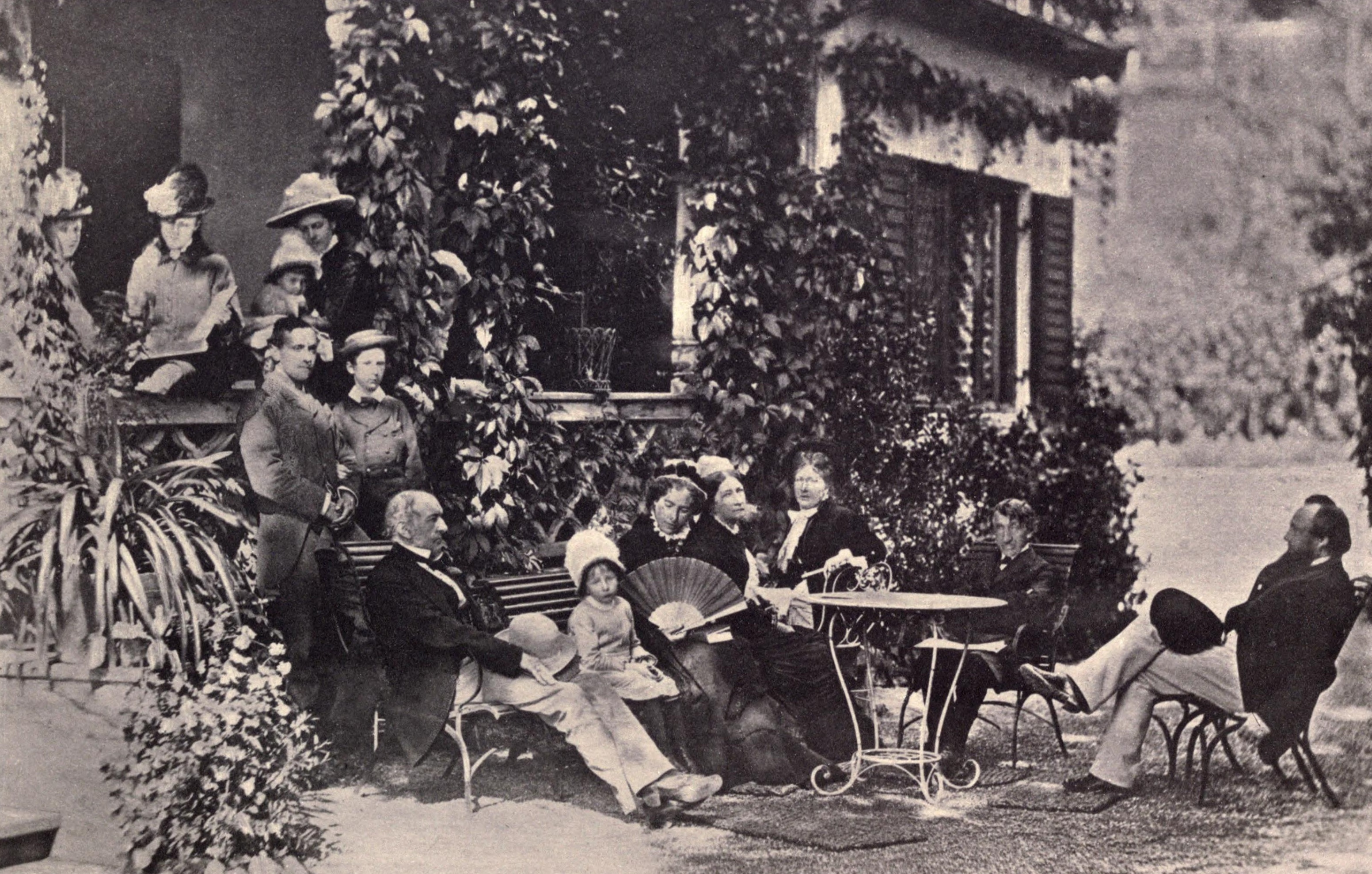
Lord Acton, con Döllinger y William Gladstone, 1879.

Mientras tanto, Acton se convirtió en el editor del periódico mensual católico  The Rambler, en 1859,  John Henry (más tarde Cardenal) Newman lo retiró de la dirección editorial. En 1862, fusionó este periódico en el "Home and Foreign Review". Sus contribuciones dieron prueba de inmediato de su notable riqueza de conocimientos históricos. Aunque era un católico sincero, todo su espíritu como historiador era hostil a las pretensiones ultramontanas, y su independencia de pensamiento, su liberalismo de vista lo llevaron rápidamente a un conflicto con la jerarquía católica. Ya en agosto de 1862, el cardenal  Wiseman censuró públicamente la "Revisión"; y cuando en 1864, después de la apelación de  Döllinger en el Congreso de Múnich por una actitud menos hostil hacia la crítica histórica, el Papa emitió una declaración de que las opiniones de los escritores católicos estaban sujetas a la autoridad de las congregaciones romanas, Acton sintió que sólo había una forma de reconciliar su conciencia literaria con su lealtad eclesiástica, y detuvo la publicación de su periódico mensual. Sin embargo, continuó contribuyendo con artículos a la "North British Review", que, anteriormente un órgano de la  Iglesia Libre escocesa, había sido adquirido por amigos en simpatía con él, y que durante algunos años (hasta 1872, cuando dejó de publicarse) promovió los intereses de un liberalismo de clase alta tanto en materia temporal como eclesiástica. Acton también dio muchas conferencias sobre temas históricos.
En el Rambler de marzo de 1862, Acton escribió: "Los celtas no se encuentran entre las razas progresistas, de iniciativa, sino entre las que suministran los materiales más que el impulso de la historia, y son estacionarios o retrógrados. Los griegos, los romanos y los teutones son los únicos creadores de la historia, los únicos autores del avance. Otras razas que poseen un lenguaje altamente desarrollado, una religión especulativa, que disfrutan del lujo y el arte, alcanzan un cierto grado de cultivo que son incapaces de comunicar ni de aumentar. Son un elemento negativo en el mundo ". Y: "El sometimiento a un pueblo de mayor capacidad de gobierno no es en sí mismo una desgracia; y para la mayoría de los países es la condición de su avance político".
En 1870, junto con su mentor  Döllinger, Acton se opuso a los movimientos para promulgar la doctrina de infalibilidad papal en el Concilio Vaticano I, viajando a Roma para presionar contra él, en última instancia sin éxito. A diferencia de  Döllinger Acton no se convirtió en veterocatólico, y continuó asistiendo a misa con regularidad; recibió los últimos ritos en su lecho de muerte.  La Iglesia católica no intentó forzar su mano. Fue en este contexto que, en una carta que escribió al erudito y eclesiástico Mandell Creighton, fechada en abril de 1887, Acton hizo su pronunciamiento más famoso:
Pero si pudiéramos discutir este punto hasta que encontremos que casi estamos de acuerdo, y si estamos completamente de acuerdo sobre la impropiedad que  Carlyle denuncia y el fariseísmo en la historia, no puedo aceptar su canon de que han de juzgar al Papa y al Rey a diferencia de otros hombres, con una presunción favorable de que no hicieron nada malo. Si hay alguna presunción es al revés, contra los poseedores del poder, aumentando a medida que aumenta el poder. La responsabilidad histórica debe compensar la falta de responsabilidad legal. El poder tiende a corromper y el poder absoluto corrompe absolutamente. Los grandes hombres son casi siempre malos, incluso cuando ejercen influencia y no autoridad, más aún cuando superas la tendencia o la certeza de la corrupción por la autoridad. No hay peor herejía que el hecho de que el oficio santifique a quien lo posee. Ese es el punto en el que la negación del catolicismo y la negación del liberalismo se encuentran y mantienen una gran fiesta, y el fin aprende a justificar los medios. Colgarías a un hombre sin posición como Ravaillac; pero si lo que uno escucha es cierto, entonces  Isabel pidió al carcelero que asesinara a  María, y Guillermo III de Inglaterra ordenó a su ministro escocés que  extirpara un clan. Aquí están los nombres más grandes junto con los crímenes más grandes; perdonarías a esos criminales, por alguna misteriosa razón. Los colgaría más alto que Hamán, por razones de justicia bastante obvia, aún más, aún más alto por el bien de la ciencia histórica.
A partir de entonces se mantuvo alejado de las polémicas teológicas. Se dedicó a la lectura, el estudio y la convivencia. Con toda su capacidad de estudio, era un hombre de mundo y un hombre de negocios, no un ratón de biblioteca. Sus únicas publicaciones notables fueron un ensayo magistral en la 'Quarterly Review' de enero de 1878 sobre "La democracia en Europa"; dos conferencias pronunciadas en Bridgnorth en 1877 sobre "La historia de la libertad en la antigüedad" y "La historia de la libertad en el cristianismo", estas últimas son las únicas partes tangibles que reunió de su largamente proyectada "Historia de la libertad"; y un ensayo sobre historiadores alemanes modernos en el primer número de la "English Historical Review", que ayudó a fundar (1886). Después de 1879 dividió su tiempo entre Londres, Cannes y Tegernsee en Baviera, disfrutando y correspondiendo a la sociedad de sus amigos. En 1872 se le había otorgado el grado honorario de Doctor en Filosofía por la Universidad de Múnich; en 1888 Cambridge le otorgó el grado honorario de Doctor en Derecho, y en 1889 Oxford el Doctor en Derecho Civil; en 1890 recibió el gran reconocimiento académico de ser miembro del All Souls College, Oxford.
En 1874, cuando Gladstone publicó su folleto sobre "Los Decretos Vaticanos en su relación con la lealtad civil", Lord Acton escribió durante noviembre y diciembre una serie de cartas notables a "The Times" , ilustrando el tema principal de Gladstone con numerosos ejemplos históricos de inconsistencia papal, de una manera que debió ser lo suficientemente amarga para el partido ultramontano, pero en última instancia, discrepó de la conclusión de Gladstone e insistió en que la Iglesia misma era mejor de lo que implicaban sus premisas. Las cartas de Acton provocaron otra tormenta en el mundo católico inglés, pero una vez más la Santa Sede consideró prudente dejarlo en paz. A pesar de sus reservas, consideraba "la comunión con Roma más querida que la vida".

## Vida personal
En 1865 Acton se casó con la condesa Marie Anna Ludomilla Euphrosina von Arco auf Valley (1841-1923), hija del conde bávaro Maximilian von Arco auf Valley, con quien tuvo seis hijos:
1. Hon. Mary Elizabeth Anne Dalberg-Acton (1866–1951),
2. Hon. Annie Mary Catherine Dalberg-Acton (1868–1917)
3. Richard Lyon-Dalberg-Acton, 2nd Baron Acton (1870–1924)
4. Hon. John Dalberg Dalberg-Acton (1872–1873)
5. Hon. Elizabeth Mary Dalberg-Acton (1874–1881)
6. Hon. Jeanne Marie Dalberg-Acton (1876–1919)

Su sobrino era Anton Graf von Arco auf Valley (1897-1945), un conde alemán y activista político, y asesino del ministro-presidente socialista bávaro Kurt Eisner en 1919.
Cuando su prima Maria Brignole Sale De Ferrari murió en 1888, Acton heredó el título inactivo de Marqués de Groppoli.

## Profesor en Cambridge
La reputación de Acton para aprender se extendió gradualmente en el extranjero, en gran parte a través de la influencia de Gladstone. Gladstone lo encontró un valioso consejero político, y en 1892, cuando entró el gobierno liberal, Lord Acton fue nombrado señor en espera. Finalmente, en 1895, a la muerte de Sir  John Seeley, Lord  Rosebery lo nombró al  Cátedra Regius de Historia Moderna en  Cambridge. Dio dos cursos de conferencias sobre la Revolución Francesa y sobre Historia Moderna, pero fue en privado donde los efectos de su enseñanza se sintieron más. La Historia Moderna de Cambridge, aunque no vivió para verla, fue planeada bajo su dirección editorial.

## Muerte y legado
La salud de Acton comenzó a fallar en 1901, y el 19 de junio de 1902, a los 68 años, murió en la ciudad spa de Tegernsee, Baviera,  Alemania, mientras se hospedaba en la casa de la familia de su esposa allí. Su cuerpo fue enterrado en un pequeño cementerio comunal por Lake Tegernsee, la tumba que yace hoy sin marcar después de haber perdido su lápida en la segunda mitad del siglo XX. Fue sucedido en el título por su hijo, Richard Lyon-Dalberg-Acton, segundo barón Acton. Su biblioteca de 60 000 volúmenes, formada para su uso y no para exhibición y compuesta en gran parte de libros llenos de sus propias anotaciones, fue comprada antes de su muerte por Andrew Carnegie en secreto para asegurar la biblioteca para el uso de Acton de por vida, luego de la muerte de Lord Acton, presentado a John Morley, quien inmediatamente lo entregó a la Universidad de Cambridge.
Según Hugh Chisholm, editor de la  Encyclopædia Britannica  de 1911:

Lord Acton ha dejado muy poca obra original completa para figurar entre los grandes historiadores; su mismo conocimiento parece haberse interpuesto en su camino; sabía demasiado y su conciencia literaria era demasiado aguda para escribir con facilidad, y su abundancia de información sobrecarga su estilo literario. Pero fue uno de los hombres más eruditos de su tiempo, y sin duda será recordado por su influencia en los demás.

La Acton School of Business, establecida en 2002 en Austin, Texas, fue nombrada en su honor.

## Citas notables
- El poder tiende a corromper, y el poder absoluto corrompe absolutamente.[4]
- Los grandes hombres son casi siempre malos, incluso cuando ejercen influencia y no autoridad.[4]
- La historia es el árbitro de la controversia, el monarca de todo lo que examina.[17]
- La Historia Universal es... no una carga para la memoria, sino una iluminación del alma.[18]
- No hay hábito mental más peligroso o inmoral que santificar el éxito.[19]
- El hombre fuerte con la daga es seguido por el hombre débil con la esponja.[20][21]
- La ciencia de la política es la única ciencia que se deposita por las corrientes de la historia, como los granos de oro en la arena de un río; y el conocimiento del pasado, el registro de verdades reveladas por la experiencia, es eminentemente práctico, como instrumento de acción y poder que va a hacer el futuro.[22]
- A excepción de la fuerza salvaje de la naturaleza, nada se mueve en este mundo que no sea griego en su origen.[23]
- La libertad no es el poder de hacer lo que nos gusta, sino el derecho de poder hacer lo que debemos.[24]
- La sabiduría del gobierno divino no aparece en la perfección sino en la mejora del mundo... La historia es la verdadera demostración de la religión.[25]

## Trabajos
- The Civil War in America: Its Place in History (lecture; 1866).
- The Rise and Fall of the Mexican Empire (lecture; 1868).
- Letters from Rome on the Council (1870).
- The War of 1870 (lecture; 1871).
- The History of Freedom in Antiquity (address; 1877).
- The History of Freedom in Christianity (address; 1877).
- Introductory note to L.A. Burd's edition of Machiavelli's Il Principe (1891).
- A Lecture on the Study of History (1895).
- Introductory note to G.P. Gooch's Annals of Politics and Culture (1901).

Póstumo
- Letters of Lord Acton to Mary, Daughter of the Right Hon. W.E. Gladstone (1904).
- Lectures on Modern History (1906).[26]
- The History of Freedom and Other Essays (1907).
- Historical Essays and Studies (1907).
- Lectures on the French Revolution (1910).
- Selections from the Correspondence of the First Lord Acton (1917).

Artículos
- "Mill on Liberty," Part II, The Rambler (1859–60).
- "The Roman Question," The Rambler (1860).
- "The State of the Church," The Rambler (1860).
- "Hefele's 'Life of Ximenes'," The Rambler (1860).
- "The Political System of the Popes," Part II, Part III, The Rambler (1860–61).
- "Döllinger's 'History of Christianity'," The Rambler (1861).
- "Notes on the Present State of Austria," The Rambler (1861).
- "Political Causes of the American Revolution," The Rambler (1861).
- "Cavour," The Rambler (1861).
- "The Catholic Academy," The Rambler (1861).
- "Döllinger on the Temporal Power," The Rambler (1861).
- "Mr. Goldwin Smith's Irish History," The Rambler (1862).
- "The Protestant Theory of Persecution," The Rambler (1862).
- "Nationality," Home and Foreign Review (1862).
- "Secret History of Charles II," Home and Foreign Review (1862).
- "Confessions of Frederick the Great," Home and Foreign Review (1863).
- "The Waldensian Forgeries," Home and Foreign Review (1863).
- "Ultramontanism," Home and Foreign Review (1863).
- "Mediæval Fables of the Popes," Home and Foreign Review (1863).
- "The Munich Congress," Home and Foreign Review (1864).
- "Conflicts with Rome," Home and Foreign Review (1864).
- "Material Resources of the Papacy," The Chronicle (1867).
- "Fra Paolo Sarpi," The Chronicle (1867).
- "The Case of Monte Cassino," The Chronicle (1867).
- "Döllinger on Universities," The Chronicle (1867).
- "The Ministerial Changes in Italy," The Chronicle (1867).
- "Secret History of the Italian Crisis," The Chronicle (1867).
- "The Secret Bull," The Chronicle (1867).
- "Reminiscences of Massimo d'Azeglio," The Chronicle (1867).
- "The Next General Council," The Chronicle (1867).
- "Ranke," The Chronicle (1867).
- "M. Littré on the Middle Ages," The Chronicle (1867).
- "Mr. Goldwin Smith on the Political History of England," The Chronicle (1867).
- "Nicholas of Cusa," The Chronicle (1867).
- "Maurice of Saxony," The Chronicle (1867).
- "The Acta Sanctorum," The Chronicle (1867).
- "The Queen's Journal," The Chronicle (1868).
- "Ozanam on the Fifth Century," The Chronicle (1868).
- "The Massacre of St. Bartholomew," The North British Review (1868).
- "The Pope and the Council," The North British Review (1869).
- "The Vatican Council," The North British Review (1870).
- "The Borgias and their Latest Historian," The North British Review (1871).
- "Wolsey and the Divorce of Henry VIII," Quarterly Review (1877).
- "Sir Erskine May's 'Democracy in Europe'," Quarterly Review (1878).
- "George Eliot's Life," The Nineteenth Century (1885).
- "German Schools of History," English Historical Review (1886).
- "Wilhelm von Giesebretch," English Historical Review (1890).
- "Döllinger's Historical Work," English Historical Review (1890).

## Otras lecturas
- Acton, Harold (1961). «Lord Acton». Chicago Review 15 (1): 31-44. JSTOR 25293642. doi:10.2307/25293642.
- Boyd, Kelly, ed. Encyclopedia of Historians and Historical Writers (Rutledge, 1999) 1:1-2
- Brinton, Crane (1919). «Lord Acton's Philosophy of History». The Harvard Theological Review 12 (1): 84-112. JSTOR 1507914. doi:10.1017/s0017816000010300.
- Chadwick, Owen (1976). Acton and Gladstone. London: Athlone Press.
- Chadwick, Owen (1998). Acton and History. Cambridge University Press.
- Deane, Seamus F (1972). «Lord Acton and Edmund Burke». Journal of the History of Ideas 33 (2): 325-335. JSTOR 2708878. doi:10.2307/2708878.
- Drew, Mary Gladstone (1924). "Acton and Gladstone." In: Acton, Gladstone, and Others. London, Nisbet & Co., ltd., pp. 1–31.
- Engel-Janosi, Friedrich (1941). «Reflections of Lord Acton on Historical Principles». The Catholic Historical Review 27 (2): 166-185.
- Fasnacht, George Eugene (1952). Acton's Political Philosophy: An Analysis. London: Hollis.
- Gasquet, Abbot (1906). Lord Acton and His Circle. London: Burn & Oates.
- Himmelfarb, Gertrude (1952). Lord Action: A Study in Conscience and Politics. Chicago, Illinois: University of Chicago Press.
- Hill, Roland (2000). Lord Acton. New Haven, CT and London: Yale University Press.
- Hill, Roland (1952). Lord Acton. History Today (1952) 2#8 pp 551–557 online
- Kirk, Russell (1994). Lord Acton on Revolution. Grand Rapids, Mich.: Acton Institute.
- Lang, Timothy (2002). «Lord Acton and 'The Insanity of Nationality'». Journal of the History of Ideas 63 (1): 129-149. JSTOR 3654261. doi:10.2307/3654261.
- Laski, Harold J. (1918). "Lord Acton: Idealist," The Dial, Vol. LXV, pp. 59–61.
- Lilly, W.S. (1911). "Lord Acton and the French Revolution," The Dublin Review, Vol. CXLVIII, pp. 213–229.
- Lyttelton, Maud (1904). "Mr. Gladstone's Friendship with Lord Acton," Lippincott's Magazine, Vol. LXXIV, pp. 610–616.
- Mathew, David (1946). Acton: The Formative Years. London: Eyre & Spottiswoode.
- Mathew, David (1968). Lord Acton and His Times. London: Eyre & Spottiswoode.
- Massey, Hector J (1969). «Lord Acton's Theory of Nationality». The Review of Politics 31 (4): 495-508. doi:10.1017/s0034670500011827.
- Murphy, Terrence (1984). «Lord Acton and the Question of Moral Judgments in History: The Development of His Position». The Catholic Historical Review 70 (2): 225-250.
- Nurser, John (1987). The Reign of Conscience: Individual, Church, and State in Lord Acton's History of Liberty. London: Taylor & Francis.
- Pezzimenti, Rocco (2001). The Political Thought of Lord Acton: The English Catholics in the Nineteenth Century. Leominster: Gracewing.
- Poole, Reginald L. (1902). «John Emerich, Lord Acton». The English Historical Review 17 (68): 692-699. doi:10.1093/ehr/xvii.lxviii.692.
- Schuettinger, Robert Lindsay (1976). Lord Acton: Historian of Liberty. Open Court Publishing Company.
- Thurston, Herbert (1906). "The Late Lord Acton," The Catholic World, Vol. LXXXIV, pp. 357–372.
- Tulloch, Hugh (1988). Acton. New York: St. Martin's Press.
- Watt, E.D. (1966). «Rome and Lord Acton: A Reinterpretation». The Review of Politics 28 (4): 493-507. doi:10.1017/s003467050001322x.
- Weaver, Richard M. (1961). «Lord Acton: The Historian as Thinker». Modern Age V (1): 13-22.

- Datos: Q311778
- Multimedia: John Dalberg-Acton, 1st Baron Acton / Q311778
- Citas célebres: Lord Acton